# Éric Sadin
Éric Sadin (3 de setembre de 1973) és un escriptor i filòsof francès, conegut sobretot pels seus escrits tecnocrítics.

## Biografia
Éric Sadin examina alguns dels canvis decisius de finals del segle XX i començaments del XXI alternant obres literàries i teòriques.
L'any 1999 va fundar la revista éc/artS, dedicada a les pràctiques artístiques i les tecnologies emergents. Va donar-se a conèixer amb la publicació el 2009 del llibre Surveillance globale. Enquête sur les nouvelles formes de contrôle.
Més endavant, es va convertir en ponent habitual a l'Institut d'Estudis Polítics de París, i ha col·laborat en nombroses universitats i centres de recerca internacionals. També va ser professor a l'Ecole Supérieure d'Art de Toló, professor convidat a l'École cantonale d'art de Lausana i a la universitat d'art IAMAS a Ōgaki al Japó.

## Obra publicada

### Assaig
- Times of the Signs : Communication and Information: A Visual Analysis of New Urban Spaces, Birkhäuser, 2007
- Globale paranoïa. Les Petits matins, 2009 (Les Grands soirs). ISBN 978-2-915879-49-0.
- Surveillance globale. Flammarion, 2009, p. 234 (Climats). ISBN 978-2-08-122297-7.
- La Société de l'anticipation. Inculte, 2011, p. 200 (Essais). ISBN 978-2-916940-34-2.
- L'Humanité augmentée. L'Échappée, 2013, p. 189 (Pour en finir avec). ISBN 978-2-915830-75-0.
- La Vie algorithmique. L'Échappée, 2015, p. 278 (Pour en finir avec). ISBN 978-2-915830-94-1.
- La Silicolonisation du monde. L'Échappée, 2016, p. 291 (Pour en finir avec). ISBN 978-2-37309-016-1.
- L’Intelligence artificielle ou L’enjeu du siècle. L'Échappée, 2018, p. 296 (Pour en finir avec). ISBN 978-2-37309-050-5.
- L'Ère de l'individu tyran. Grasset, 2020, p. 348. ISBN 978-2-246-82242-4.
- Faire sécession. L'Échappée, 2021, p. 224 (Pour en finir avec). ISBN 978-2-37309-097-0.

### Poesia
- Tokyo. P.O.L, 2005. ISBN 978-2-846821-06-3.
- Les Quatre couleurs de l'Apocalypse. Inculte, 2011, p. 151 (Afterpop/Fictions). ISBN 978-2-916940-35-9.
- Softlove. Galaade éditions, 2014, p. 118. ISBN 978-2-35176-336-0.